# Muirhead Bone
Muirhead Bone, född 23 mars 1876 i Glasgow, död 21 oktober 1953 i Oxford, var en skotsk tecknare och grafiker.
Bone har framträtt företrädesvis i kallnålsteknik, i vilken han raderat landskap och annat i hög kvalitet. Han har även utfört bokillustrationer.